# Parafia Ewangelicko-Augsburska w Toruniu

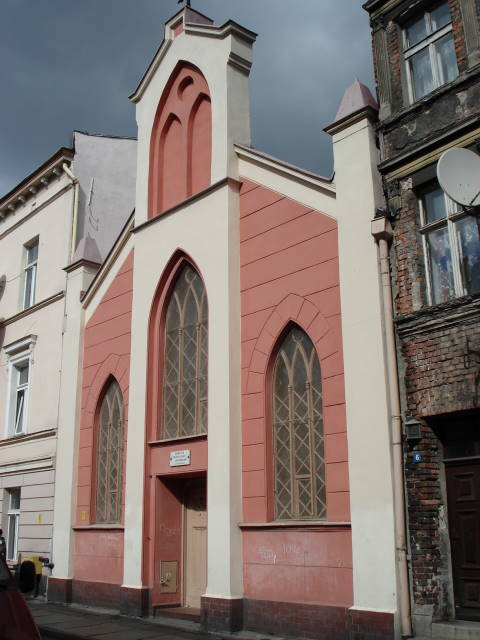
Kaplica przy ul. Strumykowej

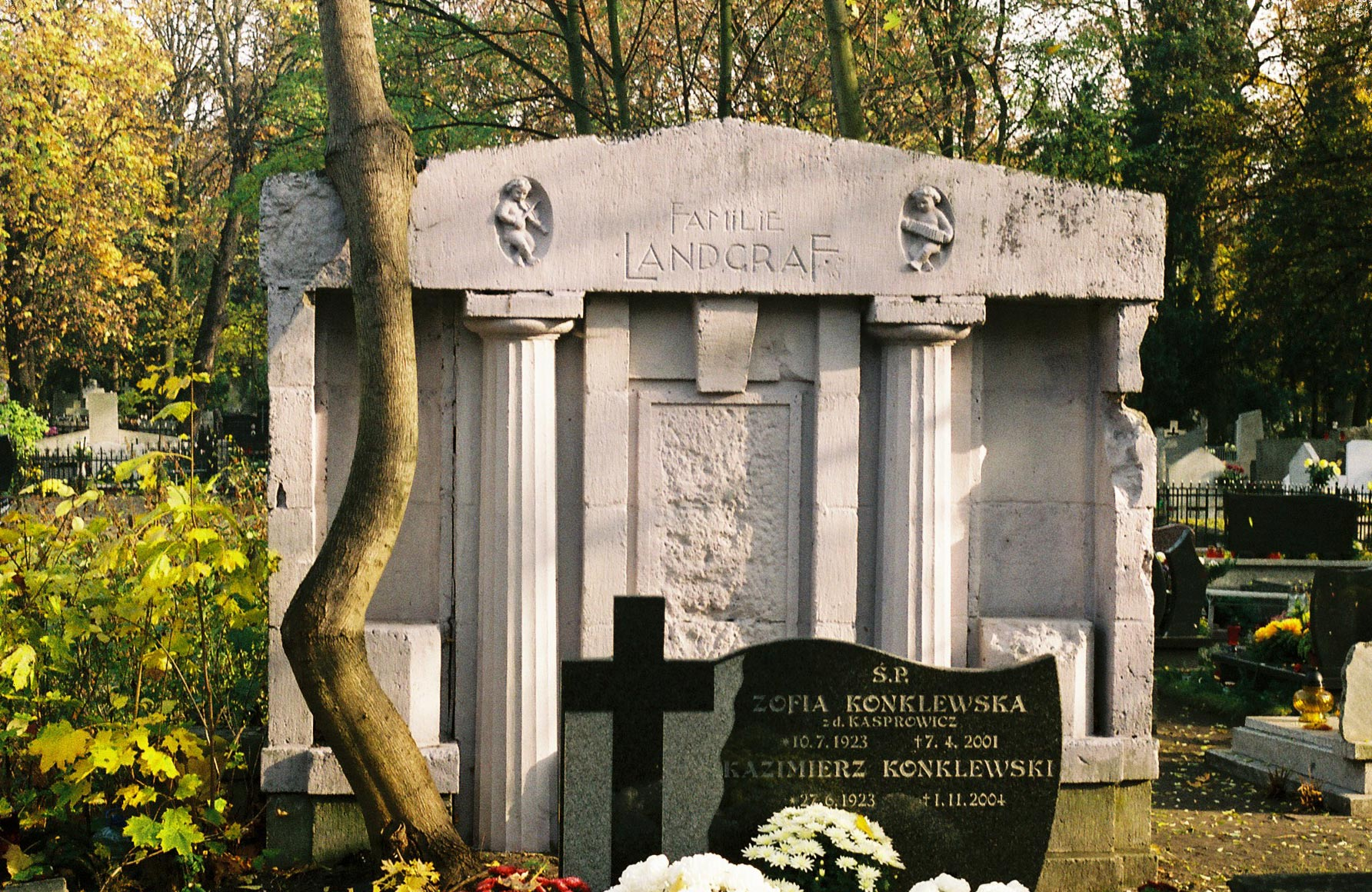
Zabytkowy nagrobek rodziny Landgraf na Cmentarzu św. Jerzego

Parafia Ewangelicko-Augsburska w Toruniu – parafia Kościoła Ewangelicko-Augsburskiego, należąca do diecezji pomorsko-wielkopolskiej. Została założona w 1921 r., nawiązując do tradycji polskiego luteranizmu w Toruniu, sięgających I poł. XVI w. Parafia mieści się przy ul. Strumykowej 10, a kościół przy Wałach gen. Sikorskiego 14.

## Historia

### XVI-XIX w.
Początki ruchu reformacyjnego w Toruniu datują się na rok 1520, gdy w chacie na Mokrem mieli się zbierać pierwsi polscy zwolennicy nauk Marcina Lutra. W tym samym roku król Zygmunt I Stary wydał w Toruniu dekret, zakazujący rozpowszechniania pism reformacyjnych. Oficjalnie miasto przyjęło Wyznanie Augsburskie na mocy przywileju króla Zygmunta Augusta i pierwsze publiczne nabożeństwo ewangelickie odbyło się 25 marca 1557 r.
Obok dominującego nurtu niemieckiego, od początku po stronie protestantyzmu opowiedziała się również polska mniejszość, której służył zwłaszcza kościół św. Jerzego na Chełmińskim Przedmieściu, ale duszpasterstwo polskie rozwijało się także w parafiach na Starym i Nowym Mieście i w podmiejskich wsiach, aż do zajęcia Torunia przez Prusy w 1793 r. w wyniku II rozbioru Polski.
Pośród polskich kaznodziejów, zarówno luteran, jak i ewangelików reformowanych i braci czeskich, zdarzały się nazwiska znane w całym kraju, jak Piotr Artomiusz – autor pierwszego polskiego kancjonału, Erazm Gliczner – pedagog, Efraim Oloff – autor historii polskiej hymnografii. Języka polskiego nauczano w słynnym Gimnazjum Akademickim, założonym w 1568 r. Z Torunia pochodził też Samuel Bogumił Linde, autor Słownika Języka Polskiego. Pod rządami pruskimi, wskutek nakładanych stopniowo urzędowych ograniczeń, ostatnie polskie nabożeństwo odprawiono w 1850 r. w kościele nowomiejskim, z którego korzystała wtedy także parafia św. Jerzego.

### W czasach II Rzeczypospolitej
Po powrocie Torunia do Polski 18 stycznia 1920 r., w wyniku związanych z tym przemian demograficznych, w stolicy województwa pomorskiego ponownie znaleźli się Polacy-ewangelicy, przybyli z różnych regionów kraju, zwłaszcza ze Śląska Cieszyńskiego i Polski centralnej. Dzięki inicjatywie inż. Zbigniewa Woyciechowskiego (Wojciechowskiego), pierwsze nabożeństwo dla Polaków odprawił ks. kapelan Józef Mamica z Poznania 14 sierpnia 1921 r., w kaplicy staroluterskiej przy ul. Strumykowej i odbyło się zebranie organizacyjne nowego zboru, liczącego kilkadziesiąt osób. Tam też odbywały się kolejne nabożeństwa, aż do 3 września 1939 r.
We wrześniu 1921 r. wybrano kolegium kościelne, na którego czele stanął Juliusz Linke. Nabożeństwa odbywały się raz w miesiącu. W latach 1925–1926 (i ponownie 1931–1932) administrację - wraz z Bydgoszczą - sprawował ks. Gustaw Manitius z Poznania. W latach 1926–1929 administratorem był ks. Waldemar Galster z Bydgoszczy, a liczba nabożeństw wzrosła z 1 do 2 w miesiącu. Dopiero w 1927 r. w młodej parafii odbył się pierwszy pogrzeb. W latach 1929–1931 administrację sprawował ks. Jerzy Kahané, również z Bydgoszczy, a w latach 1932–1937 jego następca, ks. Waldemar Preiss. W 1933 r. założono Koło Pań i Koło Młodzieży oraz chór, pod dyrekcją Karola Steinbacha. Prezesem rady kościelnej w latach 1927–1939 był inż. Woyciechowski. W 1937 r. nowym prezesem rady został Albert Szmidt (prezes Związku Stowarzyszeń Właścicieli Nieruchomości Woj. Pomorskiego i działacz społeczny, umierając w 1938 r., sporządził zapis, zapewniający parafii solidniejsze podstawy materialne), a 1 września parafia otrzymała pierwszego miejscowego administratora, którym był ks. Ryszard Trenkler, dotychczasowy wikariusz bydgoski. Już 1 listopada 1937 r. nastąpiła jego instalacja na proboszcza, której dokonał bp Juliusz Bursche. Ks. Trenkler był toruńskim duszpasterzem aż do 1959 r., jednocześnie pozostawał administratorem parafii w Grudziądzu. Jego praca zaowocowała większą dynamiką życia kościelnego. W tym samym okresie, zgodnie z nową ustawą państwową, zbór oficjalnie przyjął nazwę Polskiej Parafii Ewangelicko-Augsburskiej w Toruniu. Do szerzej znanych członków w okresie międzywojennym zaliczali się m.in. Paweł Klimosz (kolejny prezes rady) i Tadeusz Michejda, a także miejscowy przemysłowiec, inż. Jan Broda.

### Dzieje po 1945 r.
W latach II wojny światowej ks. Trenkler musiał opuścić Pomorze i ukrywał się pod przybranym nazwiskiem w Warszawie. Do Torunia powrócił w maju 1945 r. i wraz z radą parafialną, na której czele stał Paweł Klimosz, przystąpił do budowy materialnej i duchowej bazy parafii. Jako kościół św. Szczepana pozyskano świątynię ewangelicko-reformowaną, a ponadto staroluterski dom parafialny przy ul. Strumykowej 10 z kaplicą, jak również część Cmentarza św. Jerzego. W 1946 ks. Trenkler zyskał godność seniora diecezji pomorsko-wielkopolskiej (i ponownie od wyborów w 1952 r.), a Toruń stał się ośrodkiem, z którego - we współpracy m.in. z Bernardem Otello - podejmowano działania mające na celu odzyskanie majątku kościelnego w innych miejscowościach, w większości zajętego po wojnie przez parafie katolickie. Pod koniec 1945 r. w Toruniu ukazał się Mały śpiewnik kościelny, którego kilka kolejnych wydań umożliwiało wiernym czynny udział w nabożeństwach, a w 1947 r. przeprowadzono pierwszą po wojnie (i na długi czas jedyną) radiową transmisję nabożeństwa wielkopiątkowego. Jakiś czas istniała stacja kaznodziejska (filiał) w Słońsku Górnym (obecnie obszar miasta Ciechocinka).
Po przejściu ks. Ryszarda Trenklera do parafii Św. Trójcy w Warszawie, kolejnymi duszpasterzami toruńskimi byli: ks. Waldemar Preiss (ur. 1936) (1959–1961), ks. Gustaw Burchart (1961–1974), ks. senior Edward Dietz z Sopotu, ks. Tadeusz Narzyński (1975–1976), ks. Jerzy Molin (1976-2015) kolejno jako wikariusz diecezjalny, administrator i od 21 października 1984 r. proboszcz oraz - wzorem poprzedników - długoletni administrator w Grudziądzu (do 2005 r.). Aktualnie proboszczem parafii jest ks. Michał Walukiewicz. Regularnie w ustalonych ramach toczy się praca kościelna, odbywają się kolejne remonty obiektów parafialnych, rozwijają się międzynarodowe kontakty partnerskie i kontakty ekumeniczne, działa chór.
W diasporycznej parafii w Toruniu miały miejsce wydarzenia o ogólnopolskim znaczeniu, gromadzące licznych uczestników, jak zjazdy młodzieży ewangelickiej w 1978 i 2006 r., obrady VII Forum Ewangelickiego (2001), obchody 350. rocznicy Colloquium charitativum i ekumeniczny, powtórny pochówek królewny Anny Wazówny w jej mauzoleum w kościele Mariackim (1995). Toruńską specyfiką są doroczne ekumeniczne obchody Święta Reformacji, gromadzące w kaplicy parafian, przedstawicieli władz miejskich, Uniwersytetu Mikołaja Kopernika i środowisk katolickich. Stąd też pochodzi kilku księży, pracujących w innych placówkach kościelnych, m.in. ks. Jerzy Otello.